# Kokerei Fürstenhausen

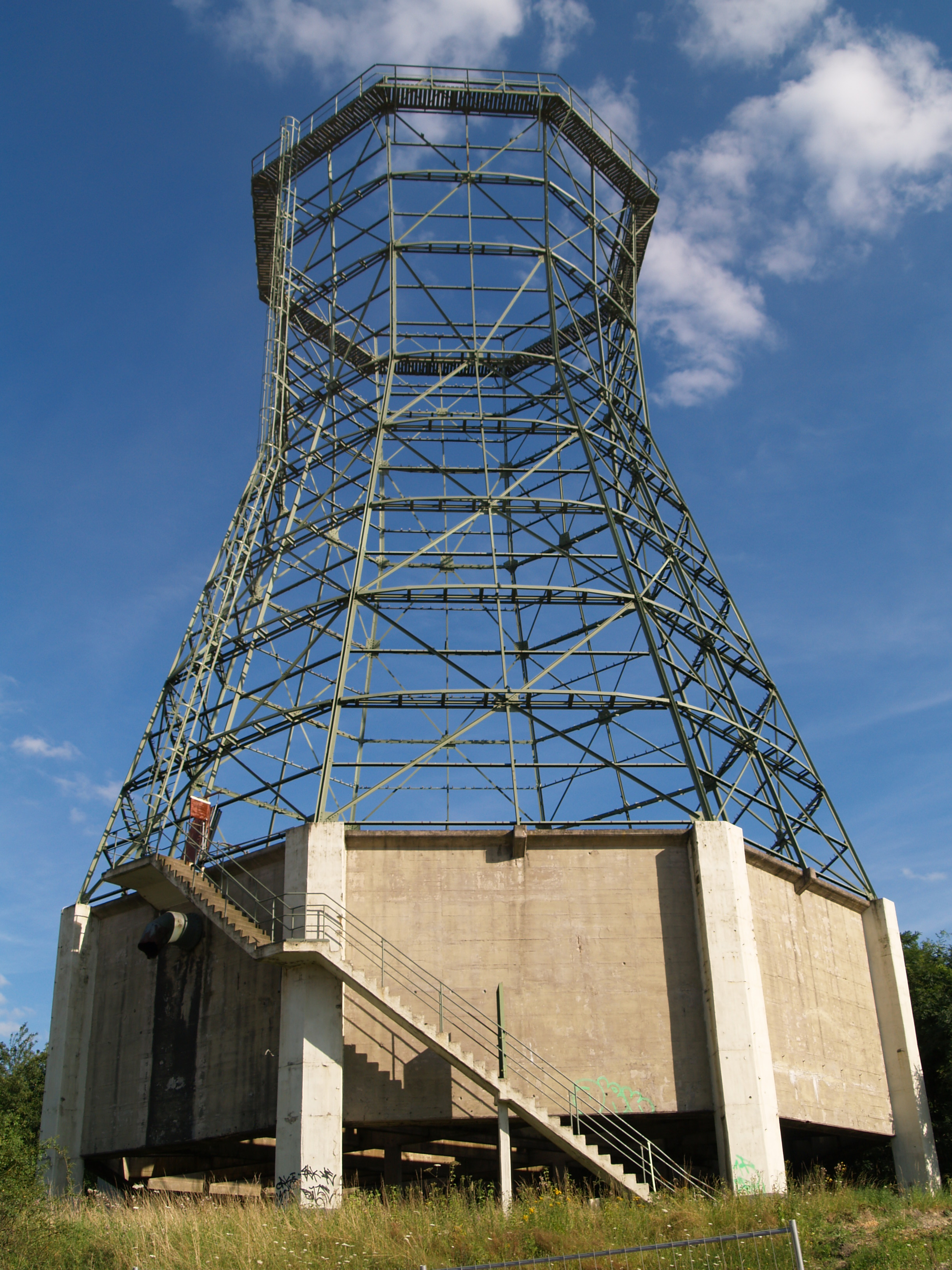
Kühlturmgerippe

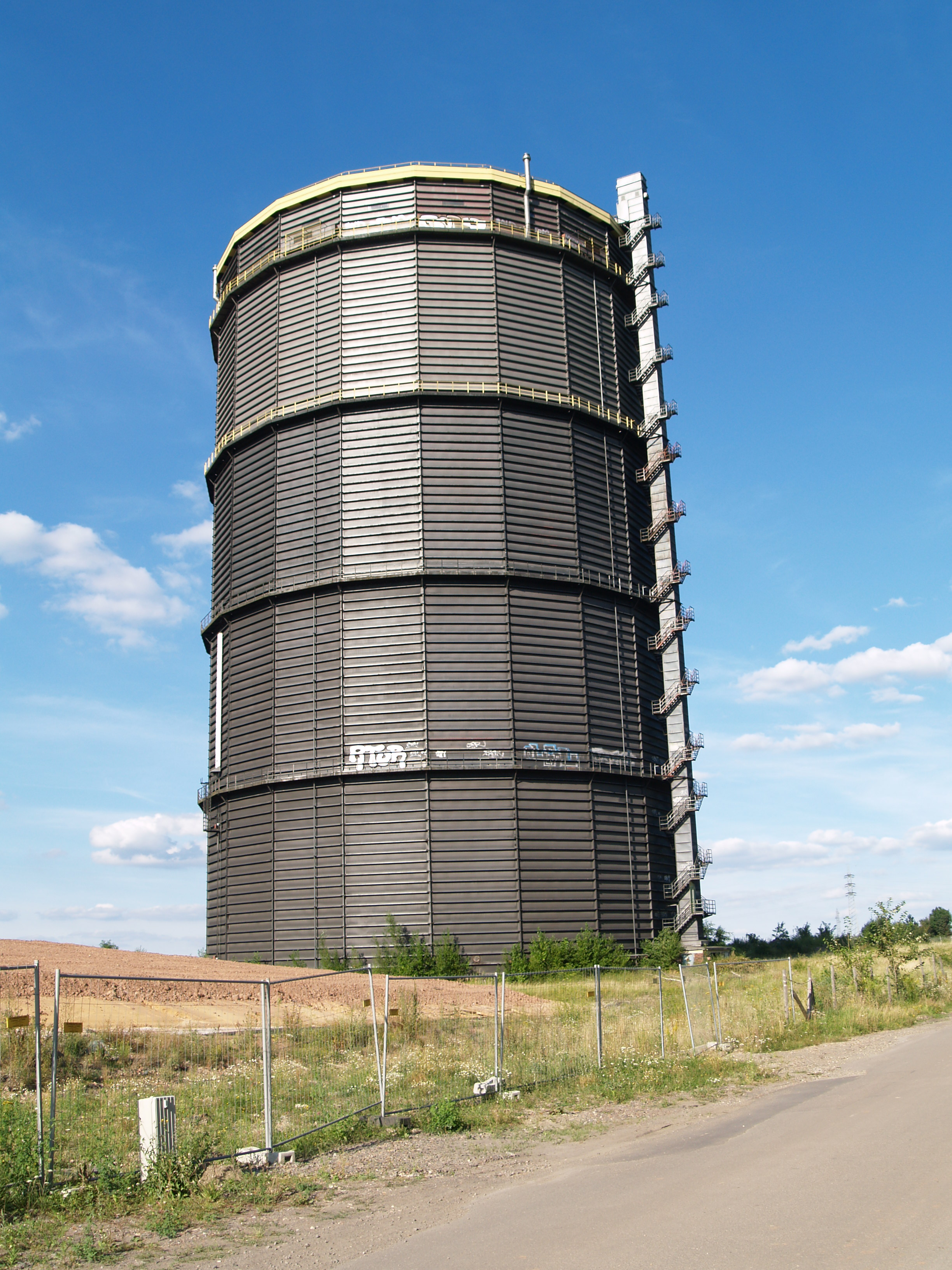
Gasometer Fürstenhausen

Die Kokerei Fürstenhausen war eine Kokerei der Saarbergwerke AG in Fürstenhausen, einem Stadtteil von Völklingen im Saarland.

## Geschichte
Der Bau der Kokerei in den Jahren 1957 bis 1959 fiel in die Zeit des wirtschaftlichen Anschlusses des Saarlandes an Frankreich. Den Standort hatte die „Régie des mines de la Sarre“ wegen der Nähe zur Grube Luisenthal gewählt. Von dort gelangten bis zu 60 % der eingesetzten Kohle kostengünstig und umweltfreundlich auf einem Förderband durch den Kokereistollen unter der Saar hindurch zur Kokerei.
Die Produktion war zunächst auf zwei Batterien beschränkt. Der erste Koks wurde am 14. Juli 1959, dem französischen Nationalfeiertag, gedrückt. Im Oktober desselben Jahres endete mit der Inbetriebnahme der Batterien drei und vier die erste Baustufe. In den Jahren 1963–1966 erfolgte eine Kapazitätsverdoppelung auf acht Batterien.
Mit dem Bau der Kokerei Fürstenhausen verfolgte die Saarbergwerke AG das Ziel, mit Hilfe der an der Saar entwickelten Stampftechnik einen möglichst hohen Anteil Saarkohle in Form von Koks zu vermarkten. Die Kapazität der Kokerei war ursprünglich ausschließlich auf Hochofenkoks ausgelegt und lag bei 1,5 Mill. Tonnen pro Jahr. Weiterhin konnten jährlich 690 Millionen m³ Gas, 82.000 Tonnen Rohteer, 27.500 Tonnen Rohbenzol, 14.000 Tonnen Ammonsulfat und 1200 Tonnen Rohphenol erzeugt werden.
Bis 1985 war eine Benzolraffinations- und Destillationsanlage in Betrieb. In dieser Anlage wurde das Rohbenzol aller saarländischen Kokereien zu Fertigprodukten weiterverarbeitet (z. B. Reinbenzol und Motorenbenzol). Außerdem war ab 1979 die weltweit erste Molekularsieb-Anlage zur Herstellung von Reinstwasserstoff aus Koksgas angeschlossen, die aus Absatzgründen seit 1989 nicht mehr in Betrieb war.
Anstrengungen der Kokerei, die Abhängigkeit von der Stahlindustrie zu reduzieren, führten Ende der 1960er-Jahre zur Erzeugung von Reduktionskoks, der in Elektroöfen der chemischen Industrie Verwendung findet. In den 1970er-Jahren wurde die Produktion von Gießereikoks aufgenommen. Da zudem der Absatz von Brechkoksen gesteigert werden konnte, wurde die Sieberei im Jahre 1969 der erweiterten Produktionspalette angepasst und entsprechend vergrößert. Mitte der 1970er-Jahre konnte die Leistungsfähigkeit der Stampftechnik entscheidend verbessert werden. Dies führte zum Bau einer 6-m-Verkokungskammer in Fürstenhausen. Nach mehrjähriger Entwicklungsarbeit hatte die 6-m-Stampftechnologie ihre Betriebstauglichkeit für den großtechnischen Einsatz unter Beweis gestellt.
Als Anfang der 1980er-Jahre die Roheisenerzeugung der Saarhütten in der Rogesa am Standort Dillingen zentralisiert wurde, fiel auch die Entscheidung zum Bau der Zentralkokerei Saar in Dillingen als Ersatz für die überalterten kleineren Hüttenkokereien. In der Zentralkokerei Saar kam die in Fürstenhausen entwickelte Saarberg-Stampftechnologie zum Einsatz. Diese Technologie ist mittlerweile weltweit vermarktet, darunter in Frankreich, Indien, Polen, Russland und Tschechien.
Im Zuge der Erweiterung der Umweltschutzeinrichtungen ging 1991 eine Koksgasentschwefelung mit abwasserverbessernder Komponente in Betrieb. Die Anlage entschwefelt sowohl das Unterfeuerungsgas für die Koksbatterien als auch das Stadtgas auf die vom Gesetzgeber vorgeschriebenen Grenzwerte. Darüber hinaus wurden die Entstaubungsanlagen dem Stand der Technik angepasst.
Ein spezifisches Problem der Stampftechnik besteht in der Handhabung der Füllgase. Auch auf diesem Gebiet leistete die Kokerei Fürstenhausen über Jahre hinweg Entwicklungsarbeit. Sie reichte von Einrichtungen für die Dampfabsaugung bis hin zum Füllgasabsauge- und -verbrennungswagen mit Waschstrecke für die Rauchgase.
Dem Stand der Technik entspricht ein integriertes System zur Überleitung der Füllgase in den vorhandenen Gasreinigungsprozeß. Diese Technologie stellt ein sehr effizientes und gleichzeitig kostengünstiges Verfahren zur Beherrschung der Füllgase in Stampfkokereien dar und hat sich seit 1992 im praktischen Betrieb bewährt. Es garantiert ein staub- und lärmfreies Absaugen der beim Setzvorgang entstehenden Füllgase. Auch für das Überleitsystem war bei den Betreibern von Stampfkokereien ein reges Interesse zu verzeichnen.
In den letzten Jahren waren starke Einbußen beim Koksabsatz zu verzeichnen. Wesentliche Gründe hierfür waren:
- Die schwache Stahlkonjunktur,
- Billigimporte von Koks, z. B. aus ehemaligen Ostblockländern und China und
- Verringerter Koksbedarf bei der Roheisengewinnung im Hochofen durch die Kohleeinblastechnologie.

Die Kokereikapazität musste der geringeren Nachfrage angepasst werden; vier der ehemals acht Koksbatterien wurden deshalb seit 1991 außer Betrieb genommen. Die Belegschaft musste von etwa 680 Beschäftigten in den 1980er-Jahren auf jetzt 360 Beschäftigte zurückgefahren werden. Mit dem Bau einer biologisch arbeiteten Kläranlage – 1994–1995 – wurde die Möglichkeit geschaffen, alle aus der Produktion anfallenden Abwässer wesentlich sauberer an die Umwelt abzugeben.

## Außerbetriebnahme
Am 30. Juni 1999 erfolgte die Außerbetriebnahme der Batterie 6–8 und damit die Stilllegung der Kokerei Fürstenhausen. Kurze Zeit später begann der Abriss. Die Kokerei Fürstenhausen hat während ihrer 40-jährigen Betriebszeit wesentlich zum Kohleabsatz der saarländischen Bergwerke beigetragen. Durchschnittlich wurden pro Jahr mehr als 1,3 Millionen Tonnen Saarkohle in Fürstenhausen zu Koks veredelt, wobei die Spitzenwerte früher bei über 1,8 Millionen Tonnen lagen.
Seit Inbetriebnahme produzierte die Kokerei Fürstenhausen rund 50 Millionen Tonnen Koks aus 44 Millionen Tonnen Saarkohle und 16 Millionen Tonnen Fremdkohlen, Petrolkoks und Koksmehl. Dies entspricht der Ladung von etwa 50.000 Güterzügen mit einer Gesamtlänge von mehr als 15.000 Kilometern.
Um diese Kohlemenge durchzusetzen, waren etwa 3 Millionen Ofenspiele erforderlich, d. h. jede Ofenkammer musste nahezu 12.000 Mal gefüllt und entleert werden.
An die Kokerei Fürstenhausen erinnert nur noch das eiserne Gerippe des Kühlturms (Bischhofkühler). Der 76 Meter hohe und 45 Meter im Durchmesser messende Gasometer mit 100.000 m³ Fassungsvermögen wurde am 6. September 2008 um 8 Uhr morgens nach mehrwöchiger Vorbereitung gesprengt.
Teile des ehemaligen Kokerei-Geländes werden heute als Konversionsfläche genutzt. Im April 2013 ging dort ein Solarpark mit einer Spitzenleistung von 3,94 Megawatt ans Netz, den die RAG Montan Immobilien in Kooperation mit Wirsol realisiert hat.